# Шевлин (Минесота)
Шевлин (енгл. Shevlin) град је у америчкој савезној држави Минесота.

## Демографија
По попису из 2010. године број становника је 176, што је 16 (10,0%) становника више него 2000. године.
| Група             | 2000.       | 2010.       |
| Белци             | 154 (96,3%) | 157 (89,2%) |
| Афроамериканци    | 0 (0,0%)    | 0 (0,0%)    |
| Азијати           | 0 (0,0%)    | 0 (0,0%)    |
| Хиспаноамериканци | 0 (0,0%)    | 5 (2,8%)    |
| Укупно            | 160         | 176         |